# Поповець
По́повець (болг. Поповец) — село в Хасковській області Болгарії. Входить до складу общини Стамболово.

## Населення
За даними перепису населення 2011 року у селі проживала 291 особа, з них 261 особа (99,2%) — турки.
Розподіл населення за віком у 2011 році:
Динаміка населення: